# 小行星4109
小行星4109（4109 Anokhin）是一颗绕太阳运转的小行星，为主小行星带小行星。该小行星于1969年7月17日发现。

## 轨道参数
小行星4109的轨道半长轴为2.2646869 UA，离心率为0.160。